# Nueces County
Nueces County är ett administrativt område i delstaten Texas, USA. År 2010 hade county 340 223 invånare. Den administrativa huvudorten (county seat) är Corpus Christi. 

## Geografi
Enligt United States Census Bureau har countyt en total area på 3 020 km². 0 165 km² av den arean är land och 857 km² är vatten.

### Angränsande countyn
- San Patricio County - norr
- Mexikanska golfen - öster
- Kleberg County - söder
- Jim Wells County - väster